# Arequipa
Arequipa é uma cidade do Peru, capital do departamento Arequipa e da província de Arequipa. A cidade é a segunda maior do país em população, atrás apenas da capital Lima.
Localiza-se no sul do país, a 2300 metros de altitude, estendendo-se numa área de oásis localizada num vale das montanhas desérticas da cordilheira dos Andes, e rodeada por vários picos, entre os quais o de Misti, com cerca de 5822 metros de altitude. Tem cerca de 852.009 habitantes.
A cidade de Arequipa metropolitana conta com mais de 9 shoppings e dois terminais rodoviários, um para destinos nacionais e o outro para destinos internacionais.

## História
A cidade teria sido fundada no dia 15 de agosto de 1540 pelo explorador espanhol Francisco Pizarro, no local de uma antiga cidade Inca, sendo a data ainda festejada pelas gentes locais.
Outras datas ficaram também na história da cidade, dada a sua localização numa área sujeita a manifestações sísmicas e vulcânicas, devido à pressão entre as placas tectónicas da América Latina e do Oceano Pacífico. Nos anos de 1687 e de 1868, ocorreram dois terramotos, destruindo grande parte da área construída da cidade, inclusivamente a Catedral Basílica de Arequipa.
Em 2000, o Centro Histórico da Cidade de Arequipa foi inscrito na lista de cidades Património Mundial, devido à arquitetura ornamentada, sendo grande parte dos edifícios construídos numa espécie de rocha vulcânica de cor branca, designada de "sillar". A morfologia da cidade é marcada pela Plaza de Armas, centro público de convívio, onde se encontra a Igreja Catedral de La Compañía, que constitui a área central do centro histórico da cidade e que é considerada a mais bela praça do país, revelando perfeita integração e cruzamento cultural entre as características nativas e o mundo europeu.
De referência são ainda alguns monumentos, como o Convento de Santa Catalina, datado de 1580, expandido no século XVII, onde cerca de 450 freiras viveram isoladas do mundo exterior, e o convento franciscano de La Recoleta, próximo do rio Chili, datado de 1648 e que possui uma biblioteca com mais de 20 000 livros, dos quais o mais antigo data de 1494.

## Cidades Irmãs
A cidade de Arequipa participa ativamente na política de irmanamento de cidades, razão pela qual tem mantido ao longo de sua história diversos irmanamentos com diferentes cidades e regiões. As cidades irmanadas com a cidade de Arequipa são as seguintes:
|  | - Charlotte, Carolina do Norte, Estados Unidos (desde 1963) - Córdoba (Córdoba, Argentina), (desde 1992) - Guanajuato (Guanajuato, México) (desde 2004) - Arica, (Chile) - Iquique (Chile) (desde 2005) - Guadalajara (Jalisco, México) - Santa Cruz de la Sierra (Bolivia), (desde 1989) - Chiclayo (Lambayeque, Peru) - Chicago (Illinois, Estados Unidos) - Cochabamba (Bolívia) - Pirajuí (São Paulo, Brasil) - Lins (São Paulo, Brasil) - Araçatuba (São Paulo, Brasil) - Troyes (França) - Vancouver (Washington, Estados Unidos) | - Acapulco (Guerrero, México), desde 1998 - Londres (Inglaterra, Reino Unido), desde 2001 - Seattle (Washington, Estados Unidos) - Ciudad de México (México) - Piura (Piura, Peru) - Compiègne (França) - Maui (Hawaii, Estados Unidos) - São Petersburgo (Rússia) - Biella (Itália), (desde 1979) - Montevidéu (Uruguai) - Milão (Itália) - Florença (Itália), (desde 2008) - Corella (Espanha) |

## Cidadãos ilustres
- Mario Agostinelli - pintor.
- Mario Vargas Llosa - escritor (1936), prémio Nobel da Literatura de 2010.
- Percy Lau - desenhista (1903-1972) radicado no Brasil.
- Abimael Guzmán - amigo (2021)